# Мартынов, Фёдор Алексеевич
Фёдор Алексеевич Мартынов — советский хозяйственный деятель, Герой Социалистического Труда.

## Биография
Родился в 1928 году на хуторе Львов. Член КПСС.
Окончил курсы механизаторов.
В 1943—1947 — механизатор совхоза в Орловском районе Ростовской области.
В 1947—1951 — военнослужащий Советской армии.
В 1951—1988 — шофер на строительстве Волго-Донского канала, шофер грузовика МАЗ автотранспортного предприятия № 1 Нижневолжского территориального транспортного управления Министерства автомобильного транспорта РСФСР.
Указом Президиума Верховного Совета СССР от 7 декабря 1973 года присвоено звание Героя Социалистического Труда с вручением ордена Ленина и золотой медали «Серп и Молот».
Делегат XXV съезда КПСС.
Умер в 2008 году в Волгограде.

## Награды и звания
- Герой Социалистического Труда (07.12.1973)
- Орден Ленина (07.12.1973)
- Орден Октябрьской Революции (23.12.1976)
- Орден Трудового Красного Знамени (04.05.1971)